# Ny Ordning
Ny Ordning (NO) var ett lokalt politiskt parti i Sandvikens kommun. Partiet bildades 2005 på initiativ av 3 f.d. socialdemokrater och en, i lokaltidningen, flitig insändarskribent.
2014 upphörde partiet med sin verksamhet under eget namn och anslöt sig i stället till Landsbygdspartiet oberoende.

## Valresultat
| År   | Röster | %    | Mandat  |
| ---- | ------ | ---- | ------- |
| 2006 | 1 263  | 5,62 | 3 av 51 |
| 2010 | 1 019  | 4,32 | 2 av 51 |